# Primeira Liga
La Primeira Liga, también conocida como Primera División de Portugal o por motivos de patrocinio como Liga Portugal Betclic, es la máxima categoría del sistema de ligas de fútbol de Portugal. Comenzó a disputarse en la temporada 1934/35 bajo el nombre de «Liga Experimental». A partir de la temporada 1938/39 sustituyó al Campeonato Nacional para designar al campeón portugués, y desde entonces se ha celebrado sin interrupciones.
El campeonato fue establecido por las federaciones regionales más importantes de la época: Lisboa, Oporto, Setúbal y Coímbra, de modo que los participantes eran los clubes destacados de cada distrito. A partir de la edición 1945/46, la Federación Portuguesa de Fútbol (FPF) abre el torneo a toda Portugal continental con el actual sistema de divisiones, si bien los archipiélagos de Azores y Madeira quedaron excluidos por razones logísticas hasta la década de 1970.
Desde la temporada 1995/96, la Primeira Liga es organizada por la Liga Portuguesa de Fútbol Profesional (LPFP), cuyos miembros son los propios clubes participantes. Las únicas categorías con estatus profesional en Portugal son Primera y Segunda División, ambas bajo el paraguas de la LPFP, mientras que el resto de divisiones dependen de la FPF y sus correspondientes federaciones regionales.
Aunque hasta 71 equipos han participado al menos durante una temporada, solo cinco se han coronado campeones de liga. Los tres clubes más importantes de Portugal —Sport Lisboa e Benfica, Futebol Clube do Porto y Sporting Clube de Portugal— han ganado todas las ediciones salvo dos; el resto han sido para Clube de Futebol Os Belenenses (1945-46) y Boavista Futebol Clube (2000-01).

## Historia

### Antecedentes
Los antecedentes del sistema de ligas portugués se encuentran en el Campeonato de Portugal, torneo de eliminación directa disputado entre 1922 y 1938 por los ganadores de cada torneo de distrito.
Con la asentación del profesionalismo, las cuatro federaciones regionales más importantes de la época —Lisboa, Oporto, Setúbal y Coímbra— acordaron crear un campeonato de Liga a semejanza de los ya existentes en otros países, si bien la Federación Portuguesa de Fútbol mantuvo el Campeonato Nacional por razones económicas. La nueva «Liga Experimental» se celebró en la temporada 1934/35 y constaba de ocho participantes: S. L. Benfica, Sporting C. P., C. F. Os Belenenses y União F. L. (Lisboa); F. C. Porto y Académico F. C. (Oporto), Vitória F. C. (Setúbal) y Académica (Coímbra). Para elegir participantes se tendrían en cuenta los resultados regionales del año anterior. El Porto se proclamaría campeón de la primera edición, mientras que el Benfica vencería las tres siguientes.
En 1938, la Federación Portuguesa de Fútbol confirmó que el vencedor del campeonato de liga sería considerado campeón del país, mientras que el antiguo Campeonato de Portugal se transformaría en la Copa de Portugal. El primer vencedor bajo la nueva nomenclatura también fue el F. C. Porto. Las cuotas por distritos se mantuvieron intactas, con una ampliación en la temporada 1941/42 para admitir a los campeones de Braga y Algarve.
A partir de la edición 1945/46 se hizo una reforma completa del sistema para introducir ascensos y descensos, eliminando así las restricciones regionales. La Primera División pasó a tener 14 participantes, la Segunda División quedaba dividida en grupos y se creó una Tercera División dividida en regiones. Solo podían participar clubes de la Portugal continental por razones logísticas, de modo que las entidades de Azores y Madeira quedaron excluidas hasta los años 1970.

### «Los tres grandes»

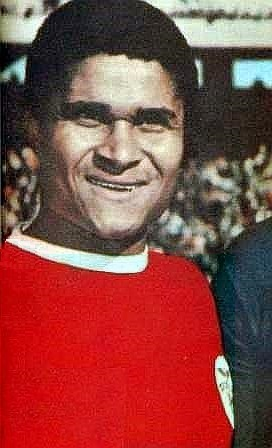
Eusébio, máximo goleador de la liga portuguesa durante siete temporadas con el S. L. Benfica.

La Primera División portuguesa ha estado dominada desde sus inicios por tres equipos: Sport Lisboa e Benfica, Sporting Clube de Portugal y Futebol Clube do Porto. Se les conoce a nivel nacional como «los tres grandes» (en portugués, Os Três Grandes) porque solo entre ellos han ganado todas las ediciones disputadas, con las excepciones de C. F. Os Belenenses en 1945/46 y Boavista F.C. en 2000/01. Además son los únicos que han disputado todas las temporadas desde 1934.
Dentro de este dominio pueden distinguirse tres etapas. El término de la década de 1940 y casi toda la década de 1950 estuvo dominada por el Sporting Clube de Portugal de los «Cinco Violines»: Fernando Peyroteo, Manuel Vasques, Albano, José Travassos y António Jesus Correia. Los años 1960 tuvieron como protagonista al S. L. Benfica de Eusébio y José Águas, vencedor de la Copa de Campeones de Europa en 1961 y 1962 bajo las órdenes del húngaro Béla Guttmann. Y a finales de la década de 1970 se suma a la pugna el F. C. Porto, que con la llegada a la presidencia de Pinto da Costa se convertiría en el segundo club portugués en número de títulos.
Con el dominio de los «tres grandes» indiscutido, desde los años 1970 se han producido modificaciones en el formato de competición. A partir de la temporada 1971/72 se aumentó la participación a 16 equipos, y las ediciones de 1987/88 y 1988/89 llegaron a contar con hasta 20 rivales. No obstante, el nivel competitivo se resintió y la LPFP tuvo que rebajarlo a 18 participantes, el formato actual.

### Creación de la Liga Profesional (LPFP)
Aunque el fútbol portugués ya estaba profesionalizado, no fue hasta el curso 1995/96 cuando la Federación Portuguesa de Fútbol (FPF) cedió las competencias organizativas de Primera División a la Liga Portuguesa de Fútbol Profesional (LPFP), una organización constituida exclusivamente por los clubes participantes y que reclamaba ese derecho desde 1978. Bajo la nueva situación, la LPFP pasó a ser responsable del reglamento, organización y gestión de las competencias profesionales. El resto de las divisiones se mantuvieron bajo supervisión de la FPF, que terminaría traspasando la Segunda División en 1999. Desde entonces, la máxima categoría se llama Primeira Liga.
El otro gran cambio ha sido la aprobación de la ley Bosman (1995) y la eliminación del límite de futbolistas extranjeros, en su gran mayoría brasileños. La única restricción establecida por la LPFP es que los clubes deben incluir «como mínimo ocho jugadores» formados en Portugal durante tres temporadas antes de cumplir 21 años. El porcentaje de extranjeros en la liga portuguesa fue del 52% en la temporada 2013/14.
En la década del 2000 el campeonato se vio sacudido por el caso «silbato dorado», después de que la justicia portuguesa acusara a varias personalidades de intento de corrupción al estamento arbitral. Entre los implicados se encontraba Jorge Nuno Pinto da Costa, presidente del F. C. Porto, y Valentim Loureiro, expresidente del Boavista F. C. La LPFP condenó en 2008 al Boavista a un descenso administrativo, mientras que Pinto da Costa fue suspendido por dos años y al Porto se le dedujeron seis puntos. Sin embargo, el Boavista recurrió al Tribunal de Arbitraje Deportivo y este le dio la razón, por lo que tuvo que ser readmitido a partir de la edición 2014/15.
El buen resultado de los equipos portugueses en las competiciones europeas ha incrementado el coeficiente UEFA de la liga nacional, hasta situarse en sexta posición en 2017.

## Sistema de competición
La Primera División de Portugal es un torneo organizado y regulado (conjuntamente con la Segunda División y la Copa de la Liga) por la Liga Portuguesa de Fútbol Profesional (LPFP), cuyos miembros son los propios clubes participantes.
La competición se disputa anualmente, empezando a finales del mes de agosto o principios de septiembre, y terminando en el mes de mayo del siguiente año.
La Primera División consta de un grupo único integrado por dieciocho equipos, pertenecientes a clubes de fútbol o sociedades anónimas deportivas (SAD). Siguiendo un sistema de liga, se enfrentarán todos contra todos en dos ocasiones: una en campo propio y otra en campo contrario, hasta disputarse un total de 34 jornadas. El orden de los encuentros se decide por sorteo antes de empezar la competición.
La clasificación final se establece con arreglo a los puntos totales obtenidos por cada equipo al finalizar el campeonato. Los equipos obtienen tres puntos por cada partido ganado, un punto por cada empate y ningún punto por los partidos perdidos. Si al finalizar el campeonato dos equipos igualan a puntos, los mecanismos para desempatar la clasificación son los siguientes:
1. El que tenga una mayor diferencia entre goles a favor y en contra según el resultado de los partidos jugados entre ellos.
2. El que tenga la mayor diferencia de goles a favor teniendo en cuenta todos los obtenidos y recibidos en el transcurso de la competición.
3. El club que haya marcado más goles.

En caso de que el empate a puntos persista, la LPFP puede organizar un partido de desempate entre los clubes implicados.
El equipo que más puntos sume al final del campeonato será proclamado campeón de liga y obtendrá el derecho automático a participar en la fase de grupos de la siguiente edición de la Liga de Campeones de la UEFA, el segundo clasificado disputará la ronda previa para acceder a la fase de grupos de dicha competición. El tercero tiene puesto directo a la UEFA Europa League, cuarto clasificado obtendrá el derecho a participar en el play-off de la próxima UEFA Europa League desde la tercera ronda, mientras que el campeón de la Copa de Portugal pasa directamente a la fase de grupos, en caso de que el campeón de dicha copa tengo su puesto a Europa, el quinto lugar participará en el "play-off" de la UEFA Europa League. El campeón de liga disputará la Supercopa de Portugal, enfrentándose al ganador de la Copa portuguesa de esa misma temporada.
Los dos últimos equipos descenderán a la Segunda División y, de esta, ascenderán recíprocamente los dos primeros clasificados. La LPFP se reserva el derecho a rechazar participantes si estos no cumplen los criterios fijados por la organización.

## Participantes
A lo largo de su historia, la Primera División de Portugal ha contado con un total de 71 participantes diferentes, siendo solo tres los que han disputado todas las ediciones desde la inaugural: Sport Lisboa e Benfica, Sporting Clube de Portugal y Futebol Clube do Porto.

### Temporada 2024-25
| Equipos                | Ciudad                        | Estadio                         | Capacidad | Entrenador          | Marca       | Patrocinador             |
| ---------------------- | ----------------------------- | ------------------------------- | --------- | ------------------- | ----------- | ------------------------ |
| Arouca                 | Arouca, Aveiro                | Estadio Municipal de Arouca     | 5.000     | Gonzalo García      | Skita       | Construções Carlos Pinho |
| AVS                    | Vila das Aves, Oporto         | Estádio do CD Aves              | 8.560     | Jorge Costa         | Adidas      | Mercainox                |
| Benfica                | Lisboa, Lisboa                | Estádio da Luz                  | 65.592    | Bruno Lage          | Adidas      | Emirates                 |
| Boavista               | Oporto, Oporto                | Estadio do Bessa                | 28.263    | Jorge Simão         | Kelme       | Placard                  |
| Braga                  | Braga, Braga                  | Estádio Municipal de Braga      | 30.000    | Artur Jorge         | Puma        | Moosh                    |
| Casa Pia               | Lisboa, Lisboa                | Estádio Municipal de Rio Maior  | 7.000     |                     | Adidas      | ESC Online               |
| Estoril                | Estoril, Lisboa               | Estadio António Coimbra da Mota | 5.015     | Vasco Seabra        | Kappa       | Solverde                 |
| Estrela da Amadora SAD | Amadora, Lisboa               | Estadio José Gomes              | 9.288     | Filipe Martins      | Umbro       | MyFootballClub           |
| Farense                | Faro, Faro                    | Estadio de São Luís             | 15.000    | José Mota           | Lacatoni    | Placard                  |
| Famalicão              | Vila Nova de Famalicão, Braga | Estadio Municipal 22 de Junio   | 5.186     | Armando Evangelista | Macron      | Placard                  |
| Gil Vicente            | Barcelos, Braga               | Estádio Cidade de Barcelos      | 12.504    | Tozé Marreco        | Lacatoni    | Barcelos Tourism         |
| Moreirense             | Moreira de Cónegos, Braga     | Estádio Joaquim de Almeida      | 6.150     | César Peixoto       | CDT         | Placard                  |
| Nacional               | Funchal, Funchal              | Estadio de Madeira              | 5.132     | Tiago Margarido     | Hummel      | Solverde                 |
| Porto                  | Oporto, Oporto                | Estádio do Dragão               | 50.033    | Vítor Bruno         | New Balance | Betano                   |
| Rio Ave                | Vila do Conde, Oporto         | Estádio dos Arcos               | 9.065     | Luís Freire         | Puma        | Solverde                 |
| Santa Clara            | Ponta Delgada, Ponta Delgada  | Estadio de São Miguel           | 13.277    | Vasco Matos         | Umbro       | Solverde                 |
| Sporting de Portugal   | Lisboa, Lisboa                | Estádio José Alvalade           | 50.095    | Rúben Amorim        | Nike        | Betano                   |
| Vitória de Guimarães   | Guimarães, Braga              | Estadio Dom Afonso Henriques    | 30.000    | Rui Borges          | Macron      | Placard                  |

## Historial
A pesar de que 71 equipos diferentes han disputado la Primera División a lo largo de su historia, hasta ahora solo han sido capaces de ganar el torneo cinco clubes: el Sport Lisboa e Benfica, en 38 ocasiones; el Futebol Clube do Porto, en 30; el Sporting Clube de Portugal, en 21; Clube de Futebol Os Belenenses, en una; y Boavista Futebol Clube, en una.
Todos los campeonatos salvo dos han estado acaparados por los llamados «tres grandes»: SL Benfica, FC Porto y Sporting CP. Esta hegemonía es solamente superada en la UEFA por la Premier League de Escocia, donde el Celtic Football Club y el Rangers Football Club se han repartido los últimos 30 títulos.
| Temporada                               | Campeón                 | Subcampeón           | Tercero                 | Notas |
| Liga Experimental                       | Liga Experimental       | Liga Experimental    | Liga Experimental       | Liga Experimental                                                                                        |
| --------------------------------------- | ----------------------- | -------------------- | ----------------------- | --- |
| 1934-35                                 | F. C. Porto (1)         | Sporting C. P.       | S. L. Benfica           | Participación en función de los resultados regionales. F.C. Porto es declarado primer campeón portugués. |
| 1935-36                                 | S. L. Benfica (1)       | F. C. Porto          | Sporting C. P.          | S.L. Benfica iguala a F.C. Porto en cantidad de títulos.                                                 |
| 1936-37                                 | S. L. Benfica (2)       | C. F. Os Belenenses  | Sporting C. P.          | S.L. Benfica supera a F.C. Porto en cantidad de títulos.                                                 |
| 1937-38                                 | S. L. Benfica (3)       | F. C. Porto          | Sporting C. P.          | |
| Campeonato Nacional de Primera División |                         |                      |                         | |
| 1938-39                                 | F. C. Porto (2)         | Sporting C. P.       | S. L. Benfica           | |
| 1939-40                                 | F. C. Porto (3)         | Sporting C. P.       | C. F. Os Belenenses     | Liga ampliada a 10 equipos. F.C. Porto iguala a S.L. Benfica en cantidad de títulos                      |
| 1940-41                                 | Sporting C. P. (1)      | F. C. Porto          | C. F. Os Belenenses     | Liga reducida a 8 equipos.                                                                               |
| 1941-42                                 | S. L. Benfica (4)       | Sporting C. P.       | C. F. Os Belenenses     | Liga ampliada a 12 equipos. S.L. Benfica supera a F.C. Porto en cantidad de títulos                      |
| 1942-43                                 | S. L. Benfica (5)       | Sporting C. P.       | C. F. Os Belenenses     | Liga reducida a 10 equipos.                                                                              |
| 1943-44                                 | Sporting C. P. (2)      | S. L. Benfica        | Atlético C. P.          | |
| 1944-45                                 | S. L. Benfica (6)       | Sporting C. P.       | C. F. Os Belenenses     | |
| 1945-46                                 | C. F. Os Belenenses (1) | S. L. Benfica        | Sporting C. P.          | Liga ampliada a 12 equipos. Se introduce el sistema de ascensos y descensos.                             |
| 1946-47                                 | Sporting C. P. (3)      | S. L. Benfica        | F. C. Porto             | Liga ampliada a 14 equipos.                                                                              |
| 1947-48                                 | Sporting C. P. (4)      | S. L. Benfica        | C. F. Os Belenenses     | |
| 1948-49                                 | Sporting C. P. (5)      | S. L. Benfica        | C. F. Os Belenenses     | |
| 1949-50                                 | S. L. Benfica (7)       | Sporting C. P.       | Atlético C. P.          | |
| 1950-51                                 | Sporting C. P. (6)      | FC Porto             | S. L. Benfica           | |
| 1951-52                                 | Sporting C. P. (7)      | S. L. Benfica        | F. C. Porto             | S.C. Portugal iguala a S.L. Benfica en cantidad de títulos.                                              |
| 1952-53                                 | Sporting C. P. (8)      | S. L. Benfica        | C. F. Os Belenenses     | Sporting C. P. supera a S.L. Benfica en cantidad de títulos.                                             |
| 1953-54                                 | Sporting C. P. (9)      | F. C. Porto          | S. L. Benfica           | |
| 1954-55                                 | S. L. Benfica (8)       | C. F. Os Belenenses  | Sporting C. P.          | |
| 1955-56                                 | F. C. Porto (4)         | S. L. Benfica        | C. F. Os Belenenses     | |
| 1956-57                                 | S. L. Benfica (9)       | F. C. Porto          | C. F. Os Belenenses     | S.L. Benfica iguala a Sporting C. P. en cantidad de títulos.                                             |
| 1957-58                                 | Sporting C. P. (10)     | F. C. Porto          | S. L. Benfica           | S.C. Portugal supera a S.L. Benfica en cantidad de títulos.                                              |
| 1958-59                                 | F. C. Porto (5)         | S. L. Benfica        | C. F. Os Belenenses     | |
| 1959-60                                 | S. L. Benfica (10)      | Sporting C. P.       | C. F. Os Belenenses     | S.L. Benfica iguala a Sporting C. P. en cantidad de títulos.                                             |
| 1960-61                                 | S. L. Benfica (11)      | Sporting C. P.       | F. C. Porto             | S.L. Benfica supera a Sporting C. P. en cantidad de títulos.                                             |
| 1961-62                                 | Sporting C. P. (11)     | F. C. Porto          | S. L. Benfica           | Sporting C. P. iguala a S.L. Benfica en cantidad de títulos.                                             |
| 1962-63                                 | S. L. Benfica (12)      | F. C. Porto          | Sporting C. P.          | S.L. Benfica supera a Sporting C. P. en cantidad de títulos.                                             |
| 1963-64                                 | S. L. Benfica (13)      | F. C. Porto          | Sporting C. P.          | |
| 1964-65                                 | S. L. Benfica (14)      | F. C. Porto          | G. D. CUF do Barreiro   | Récord de campeonatos consecutivos.                                                                      |
| 1965-66                                 | Sporting C. P. (12)     | S. L. Benfica        | F. C. Porto             | |
| 1966-67                                 | S. L. Benfica (15)      | Académica de Coimbra | F. C. Porto             | |
| 1967-68                                 | S. L. Benfica (16)      | Sporting C. P.       | F. C. Porto             | |
| 1968-69                                 | S. L. Benfica (17)      | F. C. Porto          | Vitória de Guimarães    | |
| 1969-70                                 | Sporting C. P. (13)     | S. L. Benfica        | Vitória de Setúbal      | |
| 1970-71                                 | S. L. Benfica (18)      | Sporting C. P.       | F. C. Porto             | |
| 1971-72                                 | S. L. Benfica (19)      | Vitória de Setúbal   | Sporting C. P.          | Liga ampliada a 16 equipos.                                                                              |
| 1972-73                                 | S. L. Benfica (20)      | C. F. Os Belenenses  | Vitória de Setúbal      | Campeón invicto.                                                                                         |
| 1973-74                                 | Sporting C. P. (14)     | S. L. Benfica        | Vitória de Setúbal      | Revolución de los Claveles. Los clubes de Madeira ya pueden formar parte del sistema de ligas.           |
| 1974-75                                 | S. L. Benfica (21)      | F. C. Porto          | Sporting C. P.          | |
| 1975-76                                 | S. L. Benfica (22)      | Boavista F. C.       | C. F. Os Belenenses     | |
| 1976-77                                 | S. L. Benfica (23)      | Sporting C. P.       | F. C. Porto             | |
| 1977-78                                 | F. C. Porto (6)         | S. L. Benfica        | Sporting C. P.          | S.L. Benfica invicto                                                                                     |
| 1978-79                                 | F. C. Porto (7)         | S. L. Benfica        | Sporting C. P.          | |
| 1979-80                                 | Sporting C. P. (15)     | F. C. Porto          | S. L. Benfica           | Los clubes de Azores ya pueden formar parte del sistema de ligas.                                        |
| 1980-81                                 | S. L. Benfica (24)      | F. C. Porto          | Sporting C. P.          | |
| 1981-82                                 | Sporting C. P. (16)     | S. L. Benfica        | F. C. Porto             | |
| 1982-83                                 | S. L. Benfica (25)      | F. C. Porto          | Sporting C. P.          | |
| 1983-84                                 | S. L. Benfica (26)      | F. C. Porto          | Sporting C. P.          | |
| 1984-85                                 | F. C. Porto (8)         | Sporting C. P.       | S. L. Benfica           | |
| 1985-86                                 | F. C. Porto (9)         | S. L. Benfica        | Sporting C. P.          | |
| 1986-87                                 | S. L. Benfica (27)      | F. C. Porto          | Vitória de Guimarães    | |
| 1987-88                                 | F. C. Porto (10)        | S. L. Benfica        | C. F. Os Belenenses     | Liga ampliada a 20 equipos.                                                                              |
| 1988-89                                 | S. L. Benfica (28)      | F. C. Porto          | Boavista F. C.          | |
| 1989-90                                 | F. C. Porto (11)        | S. L. Benfica        | Sporting C. P.          | Liga reducida a 18 equipos.                                                                              |
| 1990-91                                 | S. L. Benfica (29)      | F. C. Porto          | Sporting C. P.          | Liga ampliada a 20 equipos                                                                               |
| 1991-92                                 | F. C. Porto (12)        | S. L. Benfica        | Boavista F. C.          | Liga reducida a 18 equipos                                                                               |
| 1992-93                                 | F. C. Porto (13)        | S. L. Benfica        | Sporting C. P.          | |
| 1993-94                                 | S. L. Benfica (30)      | F. C. Porto          | Sporting C. P.          | |
| 1994-95                                 | F. C. Porto (14)        | Sporting C. P.       | S. L. Benfica           | |
| 1995-96                                 | F. C. Porto (15)        | S. L. Benfica        | Sporting C. P.          | La LPFP sucede a la FPF como organizador. Se adoptan los tres puntos por victoria.                       |
| 1996-97                                 | F. C. Porto (16)        | Sporting C. P.       | S. L. Benfica           | F.C. Porto alcanza a Sporting C. P. en cantidad de títulos.                                              |
| 1997-98                                 | F. C. Porto (17)        | S. L. Benfica        | Vitória de Guimarães    | F.C. Porto supera a Sporting C. P. en cantidad de títulos.                                               |
| 1998-99                                 | F. C. Porto (18)        | Boavista F. C.       | S. L. Benfica           | |
| Primeira Liga                           |                         |                      |                         | |
| 1999-00                                 | Sporting C. P. (17)     | F. C. Porto          | S. L. Benfica           | |
| 2000-01                                 | Boavista F. C. (1)      | F. C. Porto          | Sporting C. P.          | |
| 2001-02                                 | Sporting C. P. (18)     | Boavista F. C.       | F. C. Porto             | Sporting C. P. alcanza a F.C. Porto en cantidad de títulos.                                              |
| 2002-03                                 | F. C. Porto (19)        | S. L. Benfica        | Sporting C. P.          | F.C. Porto supera a Sporting C. P. en cantidad de títulos.                                               |
| 2003-04                                 | F. C. Porto (20)        | S. L. Benfica        | Sporting C. P.          | |
| 2004-05                                 | S. L. Benfica (31)      | F. C. Porto          | Sporting C. P.          | |
| 2005-06                                 | F. C. Porto (21)        | Sporting C. P.       | S. L. Benfica           | |
| 2006-07                                 | F. C. Porto (22)        | Sporting C. P.       | S. L. Benfica           | Liga reducida a 16 equipos.                                                                              |
| 2007-08                                 | F. C. Porto (23)        | Sporting C. P.       | Vitória de Guimarães    | Resolución del caso «silbato dorado».                                                                    |
| 2008-09                                 | F. C. Porto (24)        | Sporting C. P.       | S. L. Benfica           | |
| 2009-10                                 | S. L. Benfica (32)      | S. C. Braga          | F. C. Porto             | |
| 2010-11                                 | F. C. Porto (25)        | S. L. Benfica        | Sporting C. P.          | Campeón invicto y mayor ventaja respecto al segundo.                                                     |
| 2011-12                                 | F. C. Porto (26)        | S. L. Benfica        | S. C. Braga             | |
| 2012-13                                 | F. C. Porto (27)        | S. L. Benfica        | F. C. Paços de Ferreira | Campeón invicto                                                                                          |
| 2013-14                                 | S. L. Benfica (33)      | Sporting C. P.       | F. C. Porto             | |
| 2014-15                                 | S. L. Benfica (34)      | F. C. Porto          | Sporting C. P.          | Liga ampliada a 18 equipos                                                                               |
| 2015-16                                 | S. L. Benfica (35)      | Sporting C. P.       | F. C. Porto             | Mayor puntuación de un campeón.                                                                          |
| 2016-17                                 | S. L. Benfica (36)      | F. C. Porto          | Sporting C. P.          | |
| 2017-18                                 | F. C. Porto (28)        | S. L. Benfica        | Sporting C. P.          | Récord de mayor puntuación igualado.                                                                     |
| 2018-19                                 | S. L. Benfica (37)      | F. C. Porto          | Sporting C. P.          | |
| 2019-20                                 | F. C. Porto (29)        | S. L. Benfica        | S. C. Braga             | |
| 2020-21                                 | Sporting C. P. (19)     | F. C. Porto          | S. L. Benfica           | Récord de partidos consecutivos sin perder en la misma temporada (31).                                   |
| 2021-22                                 | F. C. Porto (30)        | Sporting C. P.       | S. L. Benfica           | |
| 2022-23                                 | S. L. Benfica (38)      | F. C. Porto          | S. C. Braga             | |
| 2023-24                                 | Sporting C. P. (20)     | S. L. Benfica        | F. C. Porto             | |
| 2024-25                                 | Sporting C. P. (21)     | S. L. Benfica        | F. C. Porto             | |

### Palmarés
| Club                    | Campeón | Subcampeón | Años de los campeonatos |
| ----------------------- | ------- | ---------- | --- |
| S. L. Benfica           | 38      | 31         | 1936, 1937, 1938, 1942, 1943, 1945, 1950, 1955, 1957, 1960, 1961, 1963, 1964, 1965, 1967, 1968, 1969, 1971, 1972, 1973, 1975, 1976, 1977, 1981, 1983, 1984, 1987, 1989, 1991, 1994, 2005, 2010, 2014, 2015, 2016, 2017, 2019, 2023 |
| F. C. Porto             | 30      | 29         | 1935, 1939, 1940, 1956, 1959, 1978, 1979, 1985, 1986, 1988, 1990, 1992, 1993, 1995, 1996, 1997, 1998, 1999, 2003, 2004, 2006, 2007, 2008, 2009, 2011, 2012, 2013, 2018, 2020, 2022                                                 |
| Sporting C. P.          | 21      | 22         | 1941, 1944, 1947, 1948, 1949, 1951, 1952, 1953, 1954, 1958, 1962, 1966, 1970, 1974, 1980, 1982, 2000, 2002, 2021, 2024, 2025 |
| Boavista F. C.          | 1       | 3          | 2001 |
| C. F. Os Belenenses     | 1       | 3          | 1946 |
| S. C. Braga             | -       | 1          | |
| Vitória F. C. (Setúbal) | -       | 1          | |
| Académica de Coimbra    | -       | 1          | |

## Estadísticas

### Clasificación histórica
Los únicos tres clubes que han estado presentes en todas las ediciones de la competición son el Sport Lisboa e Benfica, el Sporting Clube de Portugal y el Futebol Clube do Porto.
| Pos |  | Club                 | Temporadas | Puntos | PJ   | PG   | PE  | PP  | Títulos |
| --- |  | -------------------- | ---------- | ------ | ---- | ---- | --- | --- | ------- |
| 1   |  | S. L. Benfica        | 84         | 5286   | 2364 | 1613 | 447 | 304 | 38      |
| 2   |  | F. C. Porto          | 84         | 5132   | 2364 | 1566 | 434 | 367 | 30      |
| 3   |  | S. C. Portugal       | 84         | 4874   | 2364 | 1459 | 497 | 408 | 21      |
| 4   |  | C. F. Os Belenenses  | 77         | 3155   | 2146 | 877  | 527 | 742 | 1       |
| 5   |  | Vitória de Guimarães | 73         | 3017   | 2154 | 835  | 512 | 807 | 0       |
| 6   |  | S. C. Braga          | 62         | 2601   | 1888 | 716  | 454 | 718 | 0       |
| 7   |  | Vitória de Setúbal   | 70         | 2519   | 2004 | 679  | 482 | 843 | 0       |
| 8   |  | Boavista F. C.       | 55         | 2349   | 1670 | 643  | 420 | 607 | 1       |
| 9   |  | Académica de Coimbra | 64         | 1935   | 1704 | 516  | 387 | 801 | 0       |
| 10  |  | C. S. Marítimo       | 38         | 1622   | 1244 | 425  | 347 | 472 | 0       |

Titulos actualizados hasta la temporada
2024-25

### Tabla histórica de goleadores
Para un completo detalle véase Máximos goleadores de la Primeira Liga.
El máximo goleador histórico de la competición es el portugués Fernando Peyroteo con 332 goles, todos ellos con la camiseta del Sporting Clube de Portugal, y un promedio de 1.68 goles por partido que le convierten en uno de los delanteros más prolíficos de la historia. Por detrás se encuentra Eusébio da Silva, con 320 goles (1.02 de promedio) y Fernando Gomes, con 318 goles.
Si se tuvieran en cuenta los registros de una sola temporada, la plusmarca goleadora corresponde al argentino Héctor Yazalde, con 46 goles en la temporada 1973/74.
El diario A Bola concede el Balón de Plata al máximo anotador. El jugador que más veces lo ha conquistado ha sido Eusébio, en un total de 7 ocasiones, seguido por Peyroteo y Gomes (6 veces), José Águas y Mário Jardel (5 veces).
Cabe destacar también a los citados Peyroteo, Gomes y Eusébio, quienes son tres de los jugadores que más goles han anotado en las máximas categorías del fútbol europeo, con 332, 318 y 320 goles respectivamente, siendo los portugueses mejor posicionados en el registro tras Cristiano Ronaldo, quien solo anotó tres goles en Portugal.
Nota: Contabilizados los partidos y goles según actas oficiales. En negrita, futbolistas en activo.
| \| Pos. \| Jugador \| G. \| Part. \| Prom. \| Debut \| Equipo de debut \| Otros clubes \| \| ---- \| ----------------------------- \| --- \| ----- \| ----- \| ------- \| ------------------------- \| ------------------------------------------------- \| \| 1 \| Fernando Peyroteo \| 332 \| 197 \| 1.69 \| 1937/38 \| Sporting C. P. (332) \| \| \| 2 \| Eusébio da Silva \| 320 \| 313 \| 1.02 \| 1960/61 \| S. L. Benfica (317) \| S. C. Beira-Mar (3) \| \| 3 \| Fernando Gomes \| 318 \| 404 \| 0.79 \| 1972/73 \| F. C. Porto (287) \| Sporting C. P. (31) \| \| 4 \| José Águas \| 291 \| 281 \| 1.04 \| 1950/51 \| S. L. Benfica (291) \| \| \| 5 \| Manuel Tamagnini Nené \| 260 \| 421 \| 0.62 \| 1968/69 \| S. L. Benfica (260) \| \| \| 6 \| Manuel José Tavares Fernandes \| 241 \| 485 \| 0.50 \| 1969/70 \| G. D. CUF Barreiro (34) \| Sporting C. P. (191), Vitória de Setúbal (16) \| \| 7 \| Sebastião Fonseca Matateu \| 219 \| 291 \| 0.75 \| 1951/52 \| C. F. Os Belenenses (282) \| Atlético Clube de Portugal (9) \| \| 8 \| José Torres \| 217 \| 374 \| 0.58 \| 1959/60 \| S. L. Benfica (151) \| Vitória de Setúbal (52), G. D. Estoril Praia (14) \| \| 9 \| Arsénio Trindade Duarte \| 214 \| 313 \| 0.68 \| 1943/44 \| S. L. Benfica (154) \| G. D. CUF Barreiro (60) \| \| 10 \| Rui Jordão \| 212 \| 375 \| 0.57 \| 1971/72 \| S. L. Benfica (63) \| Sporting C. P. (137), Vitória de Setúbal (12) \| Estadísticas actualizadas hasta el 22 de enero de 2017. |                               |     |       |       |         |                           |                                                   |
| Pos. | Jugador                       | G.  | Part. | Prom. | Debut   | Equipo de debut           | Otros clubes                                      |
| 1 | Fernando Peyroteo             | 332 | 197   | 1.69  | 1937/38 | Sporting C. P. (332)      |                                                   |
| 2 | Eusébio da Silva              | 320 | 313   | 1.02  | 1960/61 | S. L. Benfica (317)       | S. C. Beira-Mar (3)                               |
| 3 | Fernando Gomes                | 318 | 404   | 0.79  | 1972/73 | F. C. Porto (287)         | Sporting C. P. (31)                               |
| 4 | José Águas                    | 291 | 281   | 1.04  | 1950/51 | S. L. Benfica (291)       |                                                   |
| 5 | Manuel Tamagnini Nené         | 260 | 421   | 0.62  | 1968/69 | S. L. Benfica (260)       |                                                   |
| 6 | Manuel José Tavares Fernandes | 241 | 485   | 0.50  | 1969/70 | G. D. CUF Barreiro (34)   | Sporting C. P. (191), Vitória de Setúbal (16)     |
| 7 | Sebastião Fonseca Matateu     | 219 | 291   | 0.75  | 1951/52 | C. F. Os Belenenses (282) | Atlético Clube de Portugal (9)                    |
| 8 | José Torres                   | 217 | 374   | 0.58  | 1959/60 | S. L. Benfica (151)       | Vitória de Setúbal (52), G. D. Estoril Praia (14) |
| 9 | Arsénio Trindade Duarte       | 214 | 313   | 0.68  | 1943/44 | S. L. Benfica (154)       | G. D. CUF Barreiro (60)                           |
| 10 | Rui Jordão                    | 212 | 375   | 0.57  | 1971/72 | S. L. Benfica (63)        | Sporting C. P. (137), Vitória de Setúbal (12)     |

### Jugadores con más partidos
El jugador que más partidos ha disputado en la Primera División de Portugal es el delantero Manuel José Tavares Fernandes, con un total de 485 encuentros entre los tres conjuntos en los que militó en la máxima categoría durante 19 temporadas. Con tan solo uno menos se sitúa el centrocampista António Augusto Gomes de Sousa, hasta 484 partidos entre cuatro clubes, y el ariete João Pinto, con 476 convocatorias. La cuarta plaza está ocupada por Dinis Vital, el primer guardameta de la lista, con 449 partidos entre el Lusitano G. C. y el Vitória de Setúbal durante 18 temporadas. Tan solo 13 futbolistas, todos ellos portugueses, han superado los 400 partidos en la competición.
El extranjero que más veces ha jugado en Primeira Liga es el defensa brasileño Luiz Carlos Filgueira; desde 1988 hasta 2004 sumó un total de 398 partidos en la élite. Le sigue de cerca su compatriota Alan, quien además es el jugador en activo con más encuentros disputados, 389 en total.
Nota: En negrita futbolistas en activo en la categoría durante la campaña 2016-17.
| \| Pos. \| Jugador \| Part. \| Tit. \| Temp. \| Equipo de debut \| Otros clubes \| \| ---- \| ------------------------------ \| ----- \| ----- \| -------------------- \| -------------------- \| ----------------------------------------------- \| \| 1 \| Manuel José Tavares Fernandes \| 485 \| (473) \| 1969 - 1988 (19)[24] \| G. D. CUF Barreiro \| Sporting C. P., Vitória de Setúbal \| \| 2 \| António Augusto Gomes de Sousa \| 484 \| (449) \| 1975 - 1994 (18)[25] \| Sporting C. P. \| F. C. Porto, S. C. Beira-Mar, Gil Vicente F. C. \| \| 3 \| João Pinto \| 476 \| (439) \| 1988 - 2008 (19)[26] \| Boavista F. C. \| S. L. Benfica, Sporting C. P., S. C. Braga \| \| 4 \| Dinis Vital \| 442 \| (441) \| 1980 - 1997 (17)[27] \| Lusitano G. C. \| Vitória de Setúbal \| \| 5 \| António Veloso \| 437 \| (410) \| 1978 - 1995 (18)[28] \| S. L. Benfica \| \| \| 6 \| Manuel Bento \| 422 \| (417) \| 1967 - 1992 (24)[29] \| F. C. Barreirense \| S. L. Benfica \| \| = \| Nené \| 422 \| (380) \| 1968 - 1986 (18)[30] \| S. L. Benfica \| \| \| 8 \| Vítor Damas \| 416 \| (416) \| 1966 - 1989 (19)[31] \| Vitória de Guimarães \| Portimonense S. C., Sporting C. P. \| \| 9 \| João Domingos da Silva Pinto \| 408 \| (404) \| 1980 - 1997 (17)[32] \| F. C. Porto \| \| \| 10 \| Vítor Baía \| 406 \| (404) \| 1987 - 2007 (18)[33] \| F. C. Porto \| \| Estadísticas actualizadas hasta el fin de temporada 2016-17. |                                |       |       |                  |                      |                                                 |
| Pos. | Jugador                        | Part. | Tit.  | Temp.            | Equipo de debut      | Otros clubes                                    |
| 1 | Manuel José Tavares Fernandes  | 485   | (473) | 1969 - 1988 (19) | G. D. CUF Barreiro   | Sporting C. P., Vitória de Setúbal              |
| 2 | António Augusto Gomes de Sousa | 484   | (449) | 1975 - 1994 (18) | Sporting C. P.       | F. C. Porto, S. C. Beira-Mar, Gil Vicente F. C. |
| 3 | João Pinto                     | 476   | (439) | 1988 - 2008 (19) | Boavista F. C.       | S. L. Benfica, Sporting C. P., S. C. Braga      |
| 4 | Dinis Vital                    | 442   | (441) | 1980 - 1997 (17) | Lusitano G. C.       | Vitória de Setúbal                              |
| 5 | António Veloso                 | 437   | (410) | 1978 - 1995 (18) | S. L. Benfica        |                                                 |
| 6 | Manuel Bento                   | 422   | (417) | 1967 - 1992 (24) | F. C. Barreirense    | S. L. Benfica                                   |
| = | Nené                           | 422   | (380) | 1968 - 1986 (18) | S. L. Benfica        |                                                 |
| 8 | Vítor Damas                    | 416   | (416) | 1966 - 1989 (19) | Vitória de Guimarães | Portimonense S. C., Sporting C. P.              |
| 9 | João Domingos da Silva Pinto   | 408   | (404) | 1980 - 1997 (17) | F. C. Porto          |                                                 |
| 10 | Vítor Baía                     | 406   | (404) | 1987 - 2007 (18) | F. C. Porto          |                                                 |

### Fichajes
El 2 de agosto de 2020, el Benfica realizó el fichaje más caro de su historia y de la historia de la Primera División de Portugal, logrando fichar al delantero uruguayo Darwin Núñez procedente de la U.D. Almería por 24 millones de euros.

## Otras competiciones
- Copa de Portugal
- Supercopa de Portugal
- Copa de la Liga de Portugal